# 卡斯爾雷區
卡斯爾雷區 （Castlereagh Borough Council；愛爾蘭語：Comhairle Baile an Chaisleáin Riabhaigh；阿爾斯特蘇格蘭語：Stye Braes o Ulidia Burgh）是北愛爾蘭的一個區，位於北愛東部，貝爾法斯特東南。面積85平方公里，2006年人口 65,600人。區行政中心為卡斯爾雷。

## 姐妹城市
- 美国華盛頓州肯特